# 三善康俊
三善 康俊（みよし やすとし／みよし の やすとし、仁安2年（1167年） - 嘉禎4年6月14日（1238年7月26日））は、平安時代後期から鎌倉時代前期にかけての官人、武士。三善康信は父で、行倫、康連らは弟である。嫡子に三善康持。問注所氏、町野氏の遠祖である。

## 人物
承元2年（1208年）に従五位下に叙され、承久元年（1220年）には鎌倉に入って父の職だった問注所執事を継いだ。嘉禄元年（1225年）には評定衆、寛喜元年（1229年）に加賀守、嘉禎元年（1235年）に従五位上に叙された。嘉禎4年（1238年）、京都で死去。
康俊の子孫は戦国時代に豊後国で大友氏に仕えて活躍した問注所氏が知られる。特に子孫の一人である問註所統景は大友義鎮に仕えて忠誠を貫き、戦国の世を生き抜いた猛将であった。康俊から問註所氏までは「康俊 - 康持 - 康永 - 問註所康行 … ［問注所氏］」と繋がる。

## 参考
- 『吾妻鏡』